# 톈진 항공
톈진 항공 또는 천진 항공(중국어: 天津航空, 영어: Tianjin Airlines)은 중화인민공화국의 지역 항공사로 중화인민공화국 톈진에 본부를 두고 있으며, 2004년에 설립되었다. 2007년에 사명이 변경되기 이전에 그랜드 차이나 익스프레스 에어(영어: Grand China Express Air)라고 불렀다.

## 역사
톈진 항공은 2004년 하이난 항공의 지원 하에 설립되었다. 이 후 2007년, 중국민용항공총국에 허가를 받아 운항을 시작하였으며 처음 운항을 시작하였을 때는 그랜드 차이나 에어라는 사명으로 29-32인승 독일세 페어차일드 도르니에 328로 운항을 시작하였다. 이 후 중국 내 최대 지역항공사로 성장하게 되었으며 54개 도시, 78개 노선을 운항하게 되었다. 2012년, 항공사는 90개 도시, 450개 노선 취항을 목표로 하였으며 중국 내 지역 노선의 90%를 점유하는 경영 목표를 설립하였다.
2015년 중반, 톈진 항공은 브라질의 엠브라에르 ERJ-190-E2 2대와 엠브라에르 ERJ-195 20대를 주문, 2015년부터 2018년까지 순차적으로 도입, 운항할 계획이다. 이 외에도 2016년, 유럽 에어버스의 에어버스 A330-200기를 도입, 유럽, 북미를 포함한 국제선 노선에도 취항할 계획이다.

## 운항 노선
- 2016년 5월 현재 톈진 항공은 다음과 같은 노선을 운항하고 있다.

## 보유 기종
- 2019년 10월 기준으로 톈진 항공은 다음과 같은 기종을 보유하고 있으며 평균 기령은 3.4년이다.[3]

## 사건 및 사고
- 2012년 6월 29일, 6명의 위구르족 남성이 엠브라에르 ERJ-190기로 운항한 톈진 항공 7554편에서 납치 시도가 있었다. 승객과 승무원들이 납치범들을 제압했다. 7554편은 오후 12시 45분 호탄으로 귀환해 승객과 승무원 11명과 납치범 2명이 부상 치료를 받았고, 납치범 두 명이 비행기 안에서 싸우는 동안 입은 부상으로 사망했다. 이번 사고로 1990년 이후 중국에서 처음으로 심각한 납치를 시도했다.